# Березино (Калининский район)
Березино  — деревня в Калининском районе Тверской области. Относится к Бурашевскому сельскому поселению.
Березино расположено в 15 км к югу от Твери.

## История
В 1738 году (по другим источникам в 1742 г.) в селе была поставлена деревянная церковь Дмитрия Солунского с приделом Благовещения (сильно перестроена в 1847 г.). Каменная церковь с приделами Благовещения и Ильи Пророка сооружена на земле, пожертвованной дворянином С.С. Устимовичем, на средства прихожан. "Строителем" (возможно, подрядчиком) был тверской купец А.Г. Щербаков, а наблюдали за работой последовательно сменявшие один другого архитекторы В. И. Кузьмин, П. Ф. Фёдоров и А. П. Фёдоров. Здание было возведено в 1894—1898 годах, внутренняя отделка и освящение относятся к началу XX века. 
В конце XIX — начале XX века село входило в состав Щербининской волости Тверского уезда Тверской губернии. В 1886 году в селе было 39 дворов, церковно-приходская школа. 
С 1929 года деревня входила в состав Цветковского сельсовета Тверского района Тверского округа Московской области, с 1935 года — в составе Калининской области, с 1994 года — центр Березинского сельского округа Калининского района, с 2005 года — в составе Бурашевского сельского поселения.

## Население
| 1859 | 1886 | 1997 | 2002 | 2010 |
| ---- | ---- | ---- | ---- | ---- |
| 239  | ↘194 | ↗450 | ↗468 | ↗485 |

## Экономика и инфраструктура
В деревне есть дом культуры, отделение почтовой связи. Животноводческое производство, производство молочных продуктов.

## Достопримечательности
В деревне расположен православный храм Димитрия Солунского (восстановлен, проходят службы). 